# Clinotarsus penelope
Clinotarsus penelope é uma espécie de anfíbio gimnofiono da família Ranidae. Está presente na Tailândia. A UICN classificou-a como quase ameaçada.